# Eurychoria scutulata
Eurychoria scutulata là một loài bướm đêm trong họ Geometridae.